# Amityville – Face of Terror
Amityville – Face of Terror, auch Amityville 6 – Face of Terror (Originaltitel Amityville 1992: It’s About Time), ist ein Horrorfilm aus dem Jahr 1992 von Tony Randel, der auch schon für Hellbound – Hellraiser II (die Fortsetzung des Kultfilmes Hellraiser – Das Tor zur Hölle von Clive Barker) verantwortlich war. Es handelt sich hierbei um die fünfte Fortsetzung von Amityville Horror aus dem Jahr 1979. Ebenso wie der Vorgänger The Amityville Curse – Der Fluch (1989) wurde der Film für den Video-Markt produziert.

## Handlung
Familienvater Jacob kehrt von einem mehrtägigen New-York-Aufenthalt in sein Heim zurück. Als Geschenk hat er seiner Familie eine Standuhr aus einem alten Haus in Amityville mitgebracht, die er auf den Kamin stellt. Doch diese Uhr führt ein dämonisches Eigenleben. Als der Sohn Rusty nach einem nächtlichen Spaziergang zurück nach Hause kommt, findet er im Wohnzimmer den Nachbarshund vor. Dieser sitzt vor der Uhr und bellt diese an. Als Rusty das Licht anmacht, verwandelt sich das ganze Wohnzimmer in einen alten Raum, der jedoch genauso schnell wieder verschwindet, wie er erschienen ist. Rusty glaubt, er habe sich alles nur eingebildet, und geht ins Bett. Am nächsten Tag wird Jacob beim Joggen vom Nachbarshund angefallen. Jacob kann sich gerade noch retten, indem er mit einer zerbrochenen Flasche dem Hund die Schnauze zertrümmert, muss aber sofort ins Krankenhaus. Daraufhin statten Andrea (Jacobs Freundin) und Sohn Rusty der Nachbarin einen Besuch ab. Der Hund scheint unverletzt zu sein, und es wirkt so, als habe er Jacob niemals angegriffen. Später am Abend ereignet sich eine seltsame Zeitverschiebung. In den folgenden Nächten häufen sich die Spukerscheinungen, bis die Familie die Uhr schlussendlich zerstören kann.

## Veröffentlichungen
Der Film wurde am 16. Juli 1992 in den Vereinigten Staaten veröffentlicht. Die Veröffentlichung auf Video erfolgte in Deutschland im Oktober 1993. Im Jahr 2020 brachten die deutschen Label Cargo Records und WMM kleinere Auflagen des Films auf DVD heraus.